# Rosela Gjylbegu

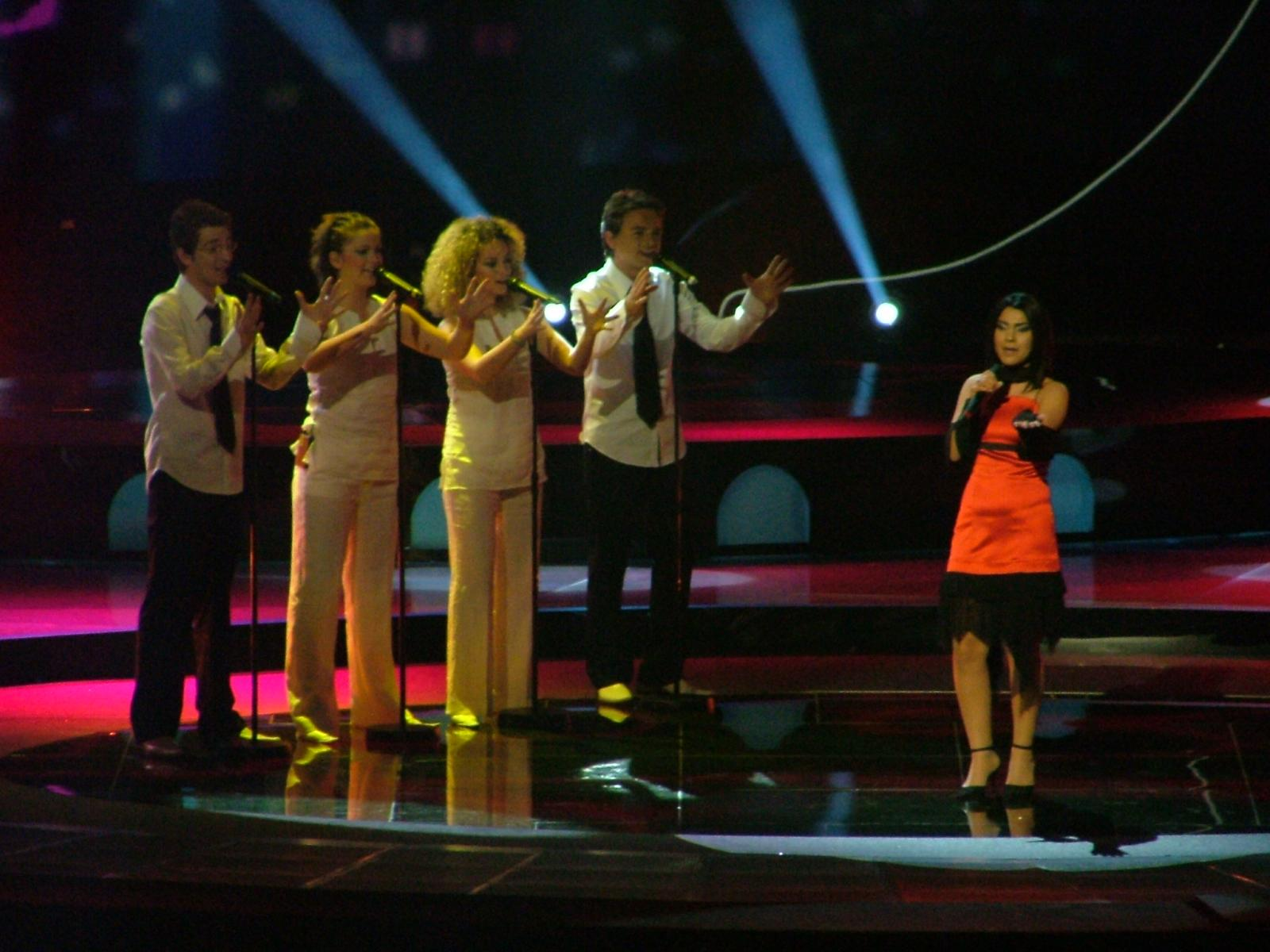
Gjylbegu (tvåa från vänster) körar bakom Anjeza Shahini vid Eurovision Song Contest 2004.

Rosela Gjylbegu, född 13 mars 1987 i Shkodra, är en albansk sångerska.
Gjylbegu är främst känd för sina deltaganden i olika musiktävlingar i Albanien. År 2003 upptäcktes hon genom att hon deltog i den albanska motsvarigheten till Idol kallad Ethet e së premtes mbrëma. Där slutade hon på en hedrande tredje plats. Direkt efter sitt deltagande i Ethet ställde hon upp i Festivali i Këngës 42 med låten "Hirushja" (Askungen), med vilken hon slutade på tredje plats. Senare, år 2004 deltog hon i Eurovision Song Contest som en av Anjeza Shahinis bakgrundssångare. 2004 ställde hon på upp i Festivali i Këngës 43 i en duett med Arbër Arapi och låten "Pëshpëritje zemrash" (Hjärtats viskningar). Låten blev senare mycket uppskattad av den albanska publiken. Gjylbegu deltog därefter i tävlingen ytterligare tre gånger, 2006, 2007 och 2009. 
Hon har också tagit del i en annan mycket populär musiktävling, Kënga Magjike. 2008 deltog hon med låten "Tjetra" (Den andra), med vilken hon vann Çesk Zadejapriset. 2009 ställde hon upp i Kënga Magjike 11 tillsammans med Eliza Hoxha. Där lyckades de vinna tävlingen med låten "Rruga e zemrës". År 2011 ställde hon upp i Kënga Magjike 13 med låten "Sikur të isha ti". Vid finalen i november vann hon pris för bästa låttext. I december 2012 deltog hon i Festivali i Këngës 51, Albaniens uttagning till Eurovision Song Contest 2013, med låten "Dëshirë", komponerad av Endrit Shahi. I finalen slutade hon på nionde plats efter att ha fått 11 poäng.

## Diskografi

### Singlar
* År som singeln släpptes står inom parentes, översättning står kursivt
- “Botë memece” - Dumma värld
- “Dëshirë”
- “Egoist” (2009)
- “Fëmijë” - Barn
- “Hirushja” - Askungen
- “Jeta s'është lodër” - Livet är inte en lek
- “Lulet e majit” - Majblommorna
- “Margjel” (2009)
- “Moj bubrrec”
- “Një tjetër jetë” - Ett annat liv (med Eliza Hoxha och Pirro Çako)
- “Pafundësi” (2012)
- “Pa ty, pa mua” - Utan dig, utan mig
- “Për ne të dy” - För oss båda
- “Pëshpëritje zemrash” - Hjärtans viskningar (med Arbër Arapi)
- “Po lind një yll” - En stjärna är född
- “Popullore shkodrane”
- “Rruga e zemrës” - Hjärtats väg (med Eliza Hoxha)
- “Sikur të isha ti” (2011)
- “S'dua” - Jag vill inte
- “S'dua më të dashuroj” - Jag vill inte ha din kärlek längre
- “Si dukat i vogël je” - Du är liten som ett guldmynt
- “Sonte” - Ikväll
- “Tjetra” - Den andra
- “Vetëm një fjalë” - Bara ett ord